# Timmy T
Timmy T (Fresno, Californië, 21 september 1967) is een Amerikaanse zanger.
Timmy T werd geboren als Timothy Torres. Met zijn hit One more try scoorde hij in 1991 een grote internationale hit, waaronder een nummer 1-notering in Nederland.
De opvolger Paradise bereikte nummer 20. Timmy T zou in Nederland geen verdere hits scoren.